# Catenicella cylindriformis
Catenicella cylindriformis är en mossdjursart som först beskrevs av Harmer 1957.  Catenicella cylindriformis ingår i släktet Catenicella och familjen Catenicellidae. Inga underarter finns listade i Catalogue of Life.